# مرضیه وفامهر
مرضیه وفامهر، فیلمساز و بازیگر ایرانی سینما و تئاتر است. او فارغ‌التحصیل تئاتر دانشکدهٔ هنرهای زیبا در دانشگاه تهران است و جوایز بسیاری در زمینهٔ بازیگری دریافت کرده‌است. او اولین زنی است که در سینمای ایران بعد از انقلاب ۱۳۵۷ و در فیلم سینمایی انتقادی تهران من، حراج در سال ۱۳۸۷ بدون حجاب بازی‌کرده‌است که به موجب آن چهار ماه در زندان قرچک ورامین حبس و بیش از ده سال ممنوع‌الکار و ممنوع‌الخروج از ایران شد. از دههٔ هفتاد با فعالیت در کمپین یک میلیون امضا در زمینهٔ حقوق زنان فعالیت مدنی جدی داشته و در سال ۱۳۹۲ از اعضای تشکیل دهندهٔ «کانون شهروندی زنان» بوده‌است.
وفامهر همسر ناصر تقوایی است.

## دستگیری و اتهامات
او مدتی به دلیل بازی در فیلم تهران من، حراج که توسط یک کمپانی استرالیایی و به کارگردانی گراناز موسوی در سال ۱۳۸۷ ساخته شده دستگیر شده بود. او از هشتم تیرماه ۱۳۹۰ بازداشت و در زندان قرچک ورامین زندانی شد. در دادگاه بدوی به یک سال حبس تعزیری و نود ضربهٔ شلاق محکوم شد اما دادگاه تجدید نظر حکم دادگاه بدوی را نقض کرد و این منجر به آزادی این هنرمند شد. حکم قطعی صادر شده در این پرونده سه ماه و یک روز زندان و یک میلیون و دویست هزار تومان جریمهٔ بدل از شلاق بود. مرضیه وفامهر سرانجام در روز سوم آبان ۱۳۹۰ بعد از حدود چهار ماه بازداشت موقت، عطف بر همین حکم از زندان آزاد شد. اما همچنان ممنوعیت کار و خروج از کشور وی ادامه دارد.
دولت استرالیا به این حکم بدوی دادگاه اعتراض کرده بود.

## فیلم‌شناسی
مرضیه وفامهر دو بار برندهٔ جایزهٔ برترین بازیگر زن در فستیوال سراسری تئاتر دانشجویان برای فیلم‌های گلادیاتورها به کارگردانی سیروس کهوری نژاد ۱۳۷۲ و بازیخانه به کارگردانی حسین کیانی ۱۳۷۶ بوده‌است. فیلم باد، ده ساله به کارگردانی مرضیه وفامهر اولین فیلم تولید ایران بوده‌است که منتخب ده فیلم برتر جشنوارهٔ ساندنس شده‌است. فیلم‌های او به نمایش درآمده و برنده در فستیوال‌های گوناگون بوده‌است. کودکان و کودکی فضای غالب فیلم‌های مرضیه وفامهر بوده‌است.

### دستیار کارگردان
1. کاغذ بی‌خط (۱۳۸۰)

### کارگردان
1. نبات ۱۳۸۲
2. باد، ده ساله ۱۳۸۴
3. مطرود ۱۳۸۷
4. عروسکخانه ۱۳۸۹–۱۳۹۲
5. ایستگاه

### فیلم
- چای تلخ
- زنگی و رومی (ناصر تقوایی)
- پابرهنه در بهشت
- تهران من، حراج
- باد، ده ساله[۱]
- دژاوو
- بی‌صدا
- مکش شکم
- نگاه

#### تئاتر
1. گلادیاتورها
2. زندگی گالیله
3. بازیخانه
4. اطلسی‌های لگدمال شده
5. شیون و استغاثه پای دیوار بزرگ شهر
6. عمو ویگیلی در کنتیکت
7. سلام و خداحافظ
8. بهرام چوبینه
9. شب دشنه‌های بلند
10. کوکوی کبوتران حرم